# Ait Zineb
Ait Zineb  (in arabo أيت زينب‎?) è un centro abitato e comune rurale del Marocco situato nella provincia di Ouarzazate, regione di Drâa-Tafilalet. Conta una popolazione di 10 078 abitanti (censimento 2014).